# Tengo todo excepto a ti
Tengo todo excepto a ti (posteriormente Tengo todo) es una telenovela mexicana realizada por TV Azteca, producida por Rita Fusaro y dirigida por Daniel Aguirre. Protagonizada por Gonzalo Vega, Rebecca Jones y Margarita Gralia junto a Daniel Elbittar y Ana Belena como protagonistas juveniles, y las participaciones antagónicas de Rafael Sánchez Navarro, Adriana Louvier, Alejandra Maldonado y Fernando Alonso.
La telenovela fue cambiada de horario debido a su baja audiencia. La cual había iniciado sus transmisiones el 11 de febrero de 2008 en el horario de las 20:30, sustituyendo a Se busca un hombre; pero el 10 de marzo cambio de horario a las 19:30, finalizando el 18 de abril, siendo sustituida por "Pobre rico, pobre".

## Trama
Carlos García estaba muy enamorado de su novia, Rebeca Robles; pero por las circunstancias económicas de ambos, ella decidió terminar la relación al querer aspirar a una vida mejor y su amor sería un obstáculo.
Años más tarde, Carlos se casó con Pamela Bullrich, propietaria de una famosa revista de modas llamada "Diamante"; y así él se vuelve exitoso también, creando una productora y presentándose con el nombre artístico "Orlando García". Ambos tienen 2 hijos; Estefanía, la primogénita responsable e inteligente y Agustín, el menor caprichoso pero talentoso con la pintura.
Rebeca por su parte y ahora con su nombre artístico "Becky Blaquier" creó una revista de modas llamada "Oro" que compite directamente con la de Pamela y se casó con Ernesto Blaquier, con quien tuvo a sus 2 hijos: Benicio, el mayor que aspira a fotógrafo y Jackie, la menor que logra ser el centro de atención en varios eventos gracias a su belleza.
Un día en Guanajuato, Carlos y Rebeca vuelven a reencontrarse, recordando viejos momentos. Tras descubrir la infidelidad de Ernesto con una joven, Becky se da cuenta de que no ha dejado de amar a su novio de juventud, y aunque Carlos siente lo mismo, él respeta su matrimonio con Pamela. Sin embargo, no se imagina que fruto de ese amor es Benicio Blaquier, a quien Becky hizo creer que era hijo de Ernesto. 
Conforme pasa el tiempo, las 2 mujeres exitosas ya no sólo compiten en el aspecto profesional, si no también por el amor del mismo hombre. Becky por un lado buscará recuperar lo que dejó ir años atrás y Pamela por otro lado tratara de salvar su matrimonio. 
En la historia también aparece Antonio, un joven humilde que trabaja como mecánico para los Blaquier Robles y los García Bullrich; tratando de seguir adelante tras el abandono de su exnovia, Ambar. Gusta tanto de Jackie Blaquier, con quien tiene peleas constantes porque ella lo ve como un "Don Nadie"; como de Estefanía García, quien lo trata de una manera más amable, sin importarle su clase social. Tony no tiene sus sentimientos claros, pero sabe que entre ellas está la mujer que ama. Ambas chicas también empiezan a tener sentimientos hacia él y al igual que sus madres, lucharán por el hombre que quieren.

## Elenco
- Gonzalo Vega - Orlando García / Carlos García
- Rebecca Jones - Rebeca "Becky" Robles de Blaquier
- Margarita Gralia - Pamela Bullrich de García
- Rafael Sánchez-Navarro - Ernesto Blaquier
- Adriana Louvier - Estefanía "Sthepie" García Bullrich
- Daniel Elbittar - Antonio "Tony" Méndez González / Antonio "Tony" Aranda Méndez
- Ana Belena - Jacqueline "Jackie" Blaquier Robles
- Francisco Angelini - Benicio Blaquier Robles / Benicio García Robles
- Alejandra Maldonado - Victoria Gómez
- Luciana Silveyra - Alicia
- Fernando Alonso - Alejandro De Alvear y Bejar
- María Fernanda Quiroz - Ámbar
- Irene Arcila - Mayte Méndez González
- Heriberto Méndez - Agustín García Bullrich
- Pedro Sicard - Guillermo Mendizábal
- Itari Marta - Guadalupe "Lupita" Cruz
- Sylvia Sáenz - Lola
- Cecilia Ponce - Úrsula Rodríguez Díaz
- Eugenio Montessoro - Francisco Aranda
- Luis Alberto López - Beto
- Tania Arredondo - Felicia Robles
- Sophie Alexander - Abril
- Eva Prado - Mercedes de Orleans
- Julia Urbini - Carolina Cruz
- Fernando Sarfatti - Fernando de Orleans
- Audrey Moreno - Olivia
- Amara Villafuerte - Julia
- Carlos Millet - Boris
- Ingrid Coronado - Ella misma
- Alejandro Lukini - Abogado de Pamela